# Rodome
Rodome, auf Okzitanisch und Katalanisch Redoma, ist eine französische Gemeinde mit 99 Einwohnern (Stand: 1. Januar 2022) im Département Aude in der Region Okzitanien. Sie gehört zum Kanton La Haute-Vallée de l’Aude und zum Arrondissement Limoux. Die Bewohner nennen sich Rodomois.
Nachbargemeinden sind Belfort-sur-Rebenty im Norden, Joucou im Nordosten, Aunat im Osten, Fontanès-de-Sault im Südosten, Campagna-de-Sault im Süden, Mazuby im Südwesten und Galinagues im Westen.

## Bevölkerungsentwicklung
| Jahr      | 1962 | 1968 | 1975 | 1982 | 1990 | 1999 | 2006 | 2015 |
| --------- | ---- | ---- | ---- | ---- | ---- | ---- | ---- | ---- |
| Einwohner | 220  | 158  | 135  | 144  | 124  | 95   | 115  | 126  |